# Central Otago District
Der Central Otago District ist eine zur Region Otago gehörende Verwaltungseinheit in Neuseeland. Der Rat des Distrikts, Central Otago District Council (Distriktrat) genannt, hat seinen Sitz in der Stadt Alexandra, ebenso wie die Verwaltung des Distrikts.

## Geographie

### Geographische Lage
Der Central Otago District verfügt über eine reine Landfläche von 9956 km² und ist damit der größte Distrikt der Region Otago. Zum Census im Jahr 2013 hatte der Distrikt 17.895 Einwohner und mit 1,8 Einwohner pro km² die geringste Bevölkerungsdichte aller Distrikte der Region.
Der Central Otago District ist der mittlere aller Distrikte der Region Otago. Im Westen wird der Distrikt von dem Queenstown-Lakes District begrenzt, im Norden und Nordosten vom Waitaki Distrikt, der zu 55 % in der Region Canterbury liegt, im Südwesten vom Southland District, der zur Region Southland zählt, im Süden vom Clutha District und im Osten vom Stadtgebiet von Dunedin.
Landschaftlich wird der Central Otago District durch das waldlose steppenartige Hochland von Otago geprägt, in dem sich weite Ebenen und Gebirgszüge, die nicht über 1400 m Höhe hinausragen, abwechseln. Die beiden bedeutendsten Flüsse, die den Distrikt durchqueren, sind der westlich und südwestliche verlaufenden Clutha River/Mata-Au und der im Osten des Distrikts nach Süden verlaufende Taieri River.
Die größte Stadt des Distrikts ist Alexandra mit rund 4800 Einwohnern, gefolgt von Cromwell mit rund 4150 Einwohnern.

### Klima
Obwohl in ganz Neuseeland aufgrund der Nähe zum Meer ein maritimes Klima vorherrscht, ähnelt das Klima Central Otagos aufgrund seiner besonderen Lage eher einem Kontinentalklima, mit warmen trockenen Sommern und kalten schneereichen Wintern. Der Distrikt liegt insgesamt unter dem Einfluss westlich vorherrschender Winde. Da sich Regenwolken in der Regel bereits im westlichen Teil des Queenstown-Lakes District abregnen, bleibt für den Central Otago District nicht mehr viel Niederschlag übrig. Deshalb gilt der Distrikt mit 400 bis 700 mm im Jahr auch als der Trockenste des ganzen Landes. Die durchschnittlichen Tagestemperaturen im Sommer liegen zumeist oberhalb von 20 °C. Die Winter hingegen sind kalt und bringen Minustemperaturen im einstelligen Bereich. Die durchschnittliche jährliche Sonnenscheindauer liegt zwischen 1700 und 2000 Stunden je nach Lage.

## Bevölkerung

### Bevölkerungsentwicklung
Von den 17.895 Einwohnern des Distrikts waren 2013 1299 Einwohner Māori-stämmig (7,3 %). Damit lebten 0,2 % der Māori-Bevölkerung des Landes im Central Otago District. Das durchschnittliche Einkommen in der Bevölkerung lag 2013 bei 28.200 NZ$ gegenüber 28.500 NZ$ im Landesdurchschnitt.

### Herkunft und Sprachen
Die Frage nach der Zugehörigkeit einer ethnischen Gruppe beantworteten in der Volkszählung 2013 92,9 % mit Europäer zu sein, 7,5 % gaben an, Māori-Wurzeln zu haben, 1,3 % kamen von den Inseln des pazifischen Raums und 1,6 % stammten aus Asien (Mehrfachnennungen waren möglich). 11,2 % der Bevölkerung gab an in Übersee geboren zu sein. 1,2 % der Bevölkerung sprachen Māori als zweithäufigste Sprache nach Englisch, unter den Māori 12,4 %.

## Region

### Verwaltung
Der Central Otago District ist noch einmal in fünf Wards unterteilt, dem Alexandra Ward und dem Cromwell Ward mit je drei Councillors (Ratsmitglieder), dem Earnscleugh Manuherikia Ward mit zwei und dem Maniototo Ward und dem Teviot Valley Ward mit je einem Councillor. Die zehn Councillors bilden zusammen mit dem Mayor (Bürgermeister) den Distrikt Council (Distriktrat) und werden alle drei Jahre neu gewählt.

## Wirtschaft
Der Distrikt besaß im Jahr 2012 rund 3280 Unternehmen. Im selben Bemessungszeitraum erwirtschaftete der Distrikt ein Gross Domestic Product (GDP) (Bruttoinlandsprodukt) von 926 Mio. NZ$, was einen Zuwachs von 8,0 % gegenüber dem Vorjahr ausmachte. Im Jahr 2016 lag der Wert mit 952 Mio. NZ$ nur geringfügig höher.
Der primäre Wirtschaftssektor hatte 2012 mit 251 Mio. NZ$ einen Anteil von 30,9 % am GDP und stellte damit den ökonomisch stärksten und wichtigsten Wirtschaftsbereich dar. Auf Platz zwei folgte der Dienstleistungsbereich mit 134 Mio. NZ$ und 16,5 % Anteil. Fast die Hälfte aller Unternehmen im Distrikt war im Bereich des Gartenbaus und des Obstanbaus tätig.

## Infrastruktur

### Verkehr
Verkehrstechnisch angeschlossen ist der Distrikt durch den New Zealand State Highway 8, der von Norden kommend entlang des Clutha River/Mata-Au den Westen und Südwesten des Distrikts erschließt und durch die State Highways 85 und 87, die den Norden und den Osten des Distrikts anbinden.